# تپه کانی چه رمو
تپه کانی چه رمو مربوط به دوران‌های تاریخی پس از اسلام دوره ایلخانی است و در شهرستان قروه، بخش ییلاق، دهستان ئیلاق جنوبی، روستای گردمیران سفلی واقع شده و این اثر در تاریخ ۶ اسفند ۱۳۸۵ با شمارهٔ ثبت ۱۷۴۴۱ به‌عنوان یکی از آثار ملی ایران به ثبت رسیده است.